# Сакс-Фридман, Ясмин
Ясмин Сакс Фридман (ивр. יסמין סאקס פרידמן‎, род. 12 июня 1973, Беэр-Шева) — израильский политик. Депутат Кнессета от партии «Еш атид».

## Биография
Она заняла 19-е место в списке Еш атид на выборах 2021 года. Хотя партия получила всего 17 мест, Фридман вошла в Кнессет 15 июня 2021 года в качестве замены Орны Барбивай после того, как последняя была назначена в кабинет министров и ушла из Кнессета в соответствии с норвежским законом.

### Личная жизнь
Фридман замужем, у пары есть сын, живут в Беэр-Шеве. Ведёт веганский образ жизни. Получила степень бакалавра государственного управления в Открытом университете и является выпускницей Института лидерства Манделя в Негеве.